# 352e Infanteriedivisie (Duitsland)
De Duitse 352e Infanteriedivisie (Duits: 352. Infanterie-Division) was een Duitse infanteriedivisie tijdens de Tweede Wereldoorlog. De divisie werd opgericht op 5 november 1943. Het was een eenheid die alleen dienstdeed aan het westelijke front. De divisie is bekend geworden vanwege het feit dat ze tijdens de geallieerde invasie in Normandië lang stand hield op Omaha Beach.
De 352e Infanteriedivisie omvatte circa 7.400 manschappen en was gelegerd in Saint-Lô. Later werden ze verplaatst naar de kust. Hier moest ze het gebied van Omaha Beach en een deel van Gold Beach verdedigen.
In juli 1944 werd de divisie vernietigd en al snel werd ze heropgericht en kreeg ze de naam 352e Volksgrenadierdivisie. De divisie stond tijdens de Slag om Normandië onder leiding van Generaal-Luitenant Dietrich Kraiss, die op 6 augustus aan zijn verwondingen stierf.